# Chick Cancer
Chick Cancer («Бабий рак») — седьмая серия пятого сезона мультсериала «Гриффины». Премьерный показ состоялся 26 ноября 2006 года на канале FOX.

## Сюжет
Бывшая подруга Стьюи, Оливия, окончив свою карьеру в Голливуде, возвращается в Куахог, где выступает на открытии нового магазина «Тряпки для назойливых» («Brat Wraps»). Стьюи отправляется туда, чтобы осмеять её, но влюбляется вновь, едва увидев девочку. Но Оливия не горит желанием возобновлять отношения со Стюьи, и тот просит совета у Брайана. Пёс советует поучиться у Куагмира, который грубо обращается со своими подружками.
Опробовав этот способ, Стьюи действительно добивается своего, и малыши, по настоянию Оливии, решают пожениться. Дети устраивают себе отдельное жилище из картонной коробки во дворе дома. После свадьбы (церемонию проводил плюшевый медвежонок Руперт) отношения молодожёнов становятся всё хуже и хуже.
Стьюи и Оливия решают сходить с Брайаном на свидание с его девушкой, Джиллиан, но в ресторане малыши продолжают ругаться.
Тем временем Питер с Лоис смотрят чикфлик «Осеннее фортепиано» («Autumn’s Piano»), и тот глубоко его трогает. Питер решает снять собственный фильм подобного толка, для чего привлекает к помощи своих друзей. По сюжету его фильма, главная героиня Вагиина Балит (Vageena Hertz — Лоис) узнаёт от своего доктора МакНаггета (Джо), что у неё неизлечимый «бабий рак». Едва не утонув, она погибает в больнице от «девственного голодания» (angry hymen). Оператор фильма — Крис. Готовый фильм показан друзьям и соседям, но получает от них крайне негативные оценки.
Брайан объясняет Стьюи, что то, что происходит между ним и Оливией — и есть та взрослая жизнь, к которой он стремился и которой нельзя избежать. Малыш всё понимает и идёт к себе, чтобы извиниться перед Оливией, но там застаёт свою жену с её бывшим коллегой по съёмкам, Виктором. В приступе ревности Стьюи сжигает их обоих заживо в домике.
В конце эпизода даётся намёк, что Стьюи — бисексуал.

## Создание[1]
Авторы сценария: Алек Салкин и Уэллесли Уайлд
Режиссёр: Пит Майклс
Композитор: Уолтер Мёрфи
Приглашённые знаменитости: Дрю Бэрримор (в роли подруги Брайана — Джиллиан), Рейчел Макфарлейн (в роли подруги Стьюи — Оливии), Джефф Бергман и Лори Алан

## Интересные факты